# Battaglia di Karkemiš
La battaglia di Karkemiš fu combattuta intorno al 605 a.C. tra gli eserciti alleati dell'Egitto (XXVI Dinastia) e del ex-impero assiro contro l'alleanza medo-babilonese che aveva sopraffatto l'Assiria nel 609 a.C.

## Contesto
Quando la capitale assira di Ninive fu invasa dai medi, dagli sciti, dai babilonesi e dai loro alleati nel 612 a.C., gli assiri trasferirono la loro capitale ad Harran. Quando anche Harran cadde in mano ai ribelli nel 609 a.C. (data convenzionale di termine dell'Impero neo-assiro), ciò che rimaneva dell'esercito assiro si radunò a Carchemish, una città sotto il dominio egiziano, sul fiume Eufrate. L'Egitto, in quanto ex-vassallo dell'Assiria, era alleato del re assiro Ashur-uballit II e marciò nel 609 a.C. in suo aiuto contro i babilonesi.
L'avanzata dell'esercito egizio, guidato del faraone Necao II, fu ritardato a Megiddo dalle forze del re Giosia di Giuda che venne però sconfitto e ucciso nella battaglia di Megiddo (609 a.C.).
Egizi ed Assiri, congiuntisi, attraversarono l'Eufrate e tentarono di scacciare i Babilonesi da Harran, fallendo. Si ritirarono pertanto nell'Assiria nord-occidentale, in quella che oggi è la Siria nord-orientale, in attesa del nemico.

## La battaglia
Gli egizio-assiri si scontrarono con le armate dei medo-babilonesi al comando del principe babilonese Nabucodonosor II a Karkemiš nel 605 a.C. e ne vennero distrutte. L'Assiria cessò di esistere come potenza indipendente, entrando nell'orbita di Babilonia, e l'Egitto perse il suo status di "Potenza" nel Vicino Oriente antico.

### Resoconti della battaglia
La Cronaca di Nabucodonosor II (oggi al British Museum) riporta che il Babilonese "attraversò il fiume per andare contro l'esercito egiziano che giaceva a Karchemiš. Combatterono tra loro e l'esercito egiziano si ritirò davanti a lui. Ha portato a termine la loro sconfitta, decisamente. Per quanto riguarda il resto dell'esercito egiziano che era scampato alla sconfitta così rapidamente che nessuna arma li aveva raggiunti, nel distretto di Hamath, le truppe babilonesi li raggiunsero e li sconfissero in modo che nessun uomo fuggisse nel suo paese. A quel tempo, Nabucodonosor conquistò l'intera area di Hamath".
La battaglia è menzionata e descritta anche nella Bibbia, nel Libro di Geremia. La battaglia menzionata in 2 Cronache 35: 20-27 è invece la battaglia di Megiddo del 609 a.C.

### Incongruenze
Storicamente non è chiaro se il faraone Neco II fosse a favore o contro il re d'Assiria. Secondo Flavio Giuseppe nel suo racconto Antichità degli ebrei  e vari commentatori cristiani, come Matthew Henry  e John Peter Lange, lo scontro a Megiddo tra Giosia e Necao II vide il primo combattere per gli alleati assiri contro l'invasore egizio giunto per profittare della sconfitta assira ad opera dei medo-babilonesi.

### Fonti
- Cronaca di Nabucodonosor II

### Studi
- Mario Liverani, Antico Oriente: storia, società, economia, nuova ed., Bari-Roma, Laterza, 2009  [1988], ISBN 978-88-420-9041-0.
- Vincenzo Mistrini, Gli assiri : la prima superpotenza dell'Oriente Antico, Gorizia, LEG, 2022.